# Stanisław Kazimierczyk
Stanisław Kazimierczyk, CRL, rodným jménem Stanisław Sołtys (27. září 1433, Kazimierz – 3. května 1489, tamtéž) byl polský římskokatolický kněz a řeholník, člen kongregace Řádných lateránských kanovníků. Katolická církev jej uctívá jako světce.

## Život

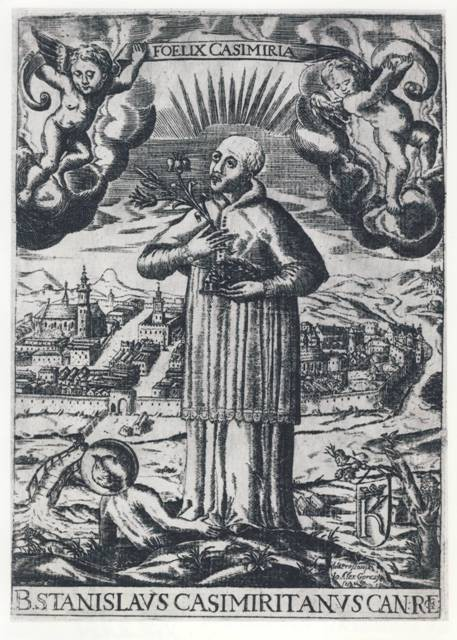
Ilustrace

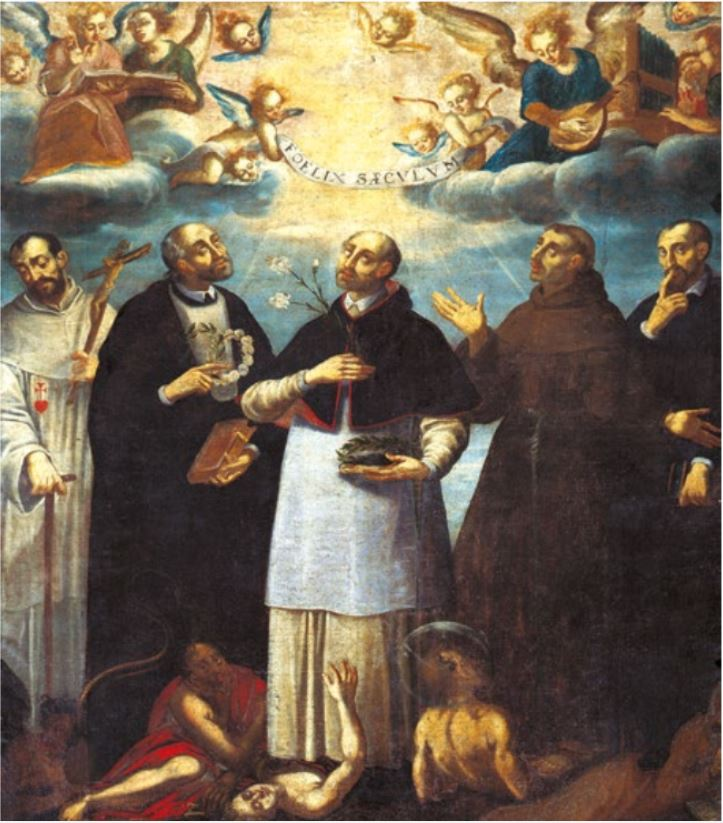
Obraz, zobrazující světce, žijící v 15. století v Krakově (sv. Stanisław Kazimierczyk vprostřed)

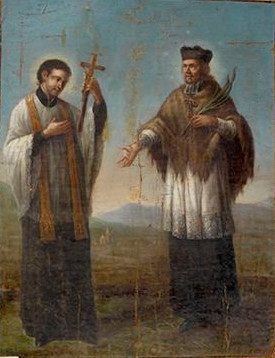
Obraz z 19. století, který jej zobrazuje spolu se sv. Janem Nepomuckým

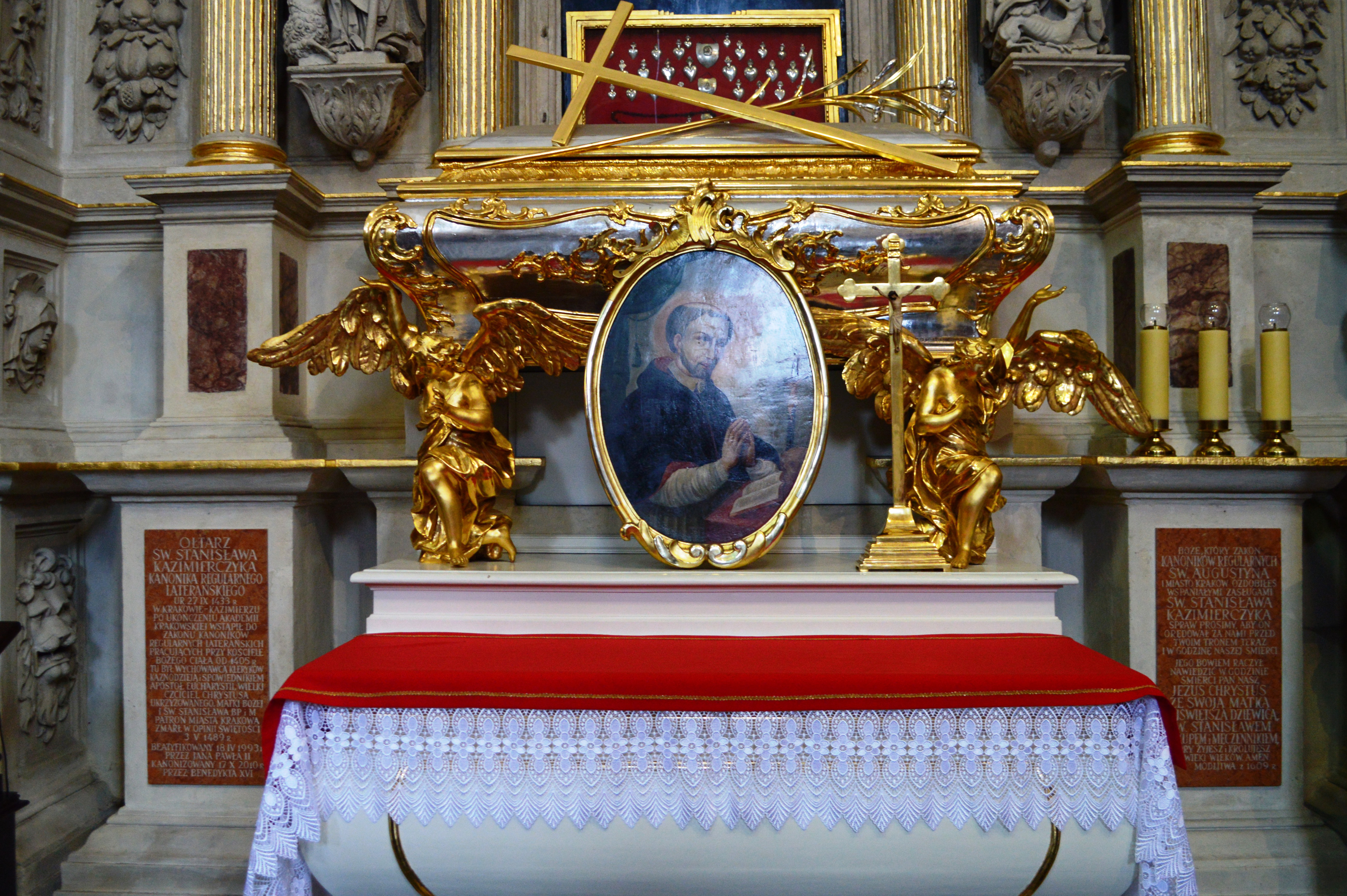
Jemu zasvěcený boční oltář v bazilice Božího Těla v Krakově

Narodil se dne 27. září 1433 v Kazimierz (část Krakova) Jeho otcem byl Maciej Sołtys, matka se jmenovala Jadwiga. Pojmenován byl na počest sv. Stanislava I. ze Szczepanowa, jelikož se narodil v den, kdy byly přenášeny jeho ostatky.
Vzdělání získal na škole u Řádných lateránských kanovníků při bazilice Božího Těla, kde byl dříve pokřtěn nedaleko od jeho domova, načež pokračoval studiem na Jagellonské univerzitě v Krakově, kde získal roku 1461 bakalářský titul. Dále získal tituly z filozofie a teologie.
Ještě během studií vstoupil do řeholní kongregace Řádných lateránských kanovníků a roku 1456 byl vysvěcen na kněze. Přijal řeholní jméno Stanisław Kazimierczyk.
V relativně krátké době po svém vysvěcení byl jmenován místopřevorem své kongregace a stal se také novicmistrem, kdy měl na starosti nové kandidáty pro vstup do kongregace. Věnoval se péči o nemocné a chudé a byl známý hlubokou oddaností eucharistii při bohoslužbách, které slavil. Byl oblíbený také jako zpovědník a kazatel. Ve svých kázáních, která pronášel v němčině i své rodné polštině se věnoval obhajování nauky o skutečné přítomnosti Krista v eucharistii. Odsuzoval hereze v kázáních a spisech Jana Viklefa a Jana Husa. Díky tomu byl někdy označován jako „apoštol Nejsvětější svátosti “. Sv. Jan Cantius, který také studoval na krakovské univerzitě byl jeho přítelem.
Mnohokrát se postil a po nocích bděl na modlitbách. Často také kajícně spal na zemi. Při jedné příležitosti šel navštívit hrob svého patrona sv. Stanislava I. ze Szczepanowa, když se jí zjevila Matka Boží s Jezulátkem v náručí, kolem ní stáli další světci, včetně sv. Stanislava, za jehož ostatky putoval.
Zemřel v pověsti svatosti dne 3. května 1489 v Krakově obklopen svými spolubratry. Pohřben je v bazilice Božího Těla v Krakově.

## Úcta
Jeho beatifikační proces započal dne 14. října 1986, čímž obdržel titul služebník Boží. Dne jej 21. prosince 1992 papež sv. Jan Pavel II. podepsáním dekretu o jeho hrdinských ctnostech prohlásil za ctihodného. Dne 19. prosince 2009 byl uznán zázrak na jeho přímluvu, potřebný pro jeho blahořečení.
Jeho blahořečení (potvrzení kultu) předsedal papež sv. Jan Pavel II. dne 18. dubna 1993 na Svatopetrském náměstí. Dne 19. prosince 2009 byl uznán zázrak na jeho přímluvu, potřebný pro jeho svatořečení. Svatořečen pak byl dne 17. října 2010 na Svatopetrském náměstí papežem Benediktem XVI.
Jeho památka je připomínána 3. května. Bývá zobrazován v kněžském oděvu. Je patronem kazatelů.